# Bamberg, Staatsbibliothek, Msc.Patr.3
Bei der Handschrift Bamberg, Staatsbibliothek, Msc.Patr.3 (Altsignatur B.VI.14) handelt es sich um siebzehn abgelöste Doppelblätter eines frühmittelalterlichen Kodex, die Fragmente der Institutiones Aquisgranenses enthalten. Diese halten die Beschlüsse der Synoden von Aachen fest. Die Handschrift gelangte 1820 in den Besitz der Staatsbibliothek Bamberg und wird dort heute als Teil der Kaiser-Heinrich-Bibliothek verwahrt.

## Beschreibung
Die Einzelblätter messen 24,5 auf 18,5 cm und sind mit je 25 Zeilen beschrieben. Ein weiteres Doppelblatt der gleichen Handschrift befindet sich heute im Staatsarchiv Bamberg (mit der Signatur A 246 Nr. 6).
Die Schrift ist eine Minuskelschrift; Zu Beginn der einzelnen Kapitel werden Initialen verwendet, Überschriften sind rubriziert, ansonsten ist die Handschrift schmucklos.

## Herkunft
Bernhard Bischoff gibt die Schriftheimat als „deutsch-insulares Gebiet“ an und datiert die Schrift auf das zweite Drittel des neunten Jahrhunderts. Im 16. Jahrhundert wurde der Kodex offenbar makuliert und die abgelösten Blätter für Einbanddeckel für verschiedene Rechnungsbücher verwendet. Im Jahr 1820 gelangten die Blätter als Geschenk von Paul Oesterreicher in den Besitz der Staatsbibliothek Bamberg.

## Inhalt
Die Institutiones Aquisgranenses wurden im Jahr 816 auf der Reichssynode zu Aachen verabschiedet und bildeten ein umfangreiches Regelwerk für Kanoniker. Sie wurde von Ludwig dem Frommen verordnet und galt für das gesamte fränkische Reich als allgemein verbindliches Gesetz.